# Station L'Hermitage - Mordelles
Station L'Hermitage-Mordelles is een spoorwegstation in de Franse gemeente L'Hermitage. Het wordt bediend door treinen van het netwerk TER Bretagne op het traject Rennes - Saint-Brieuc.